# او-بوت نوع ۷

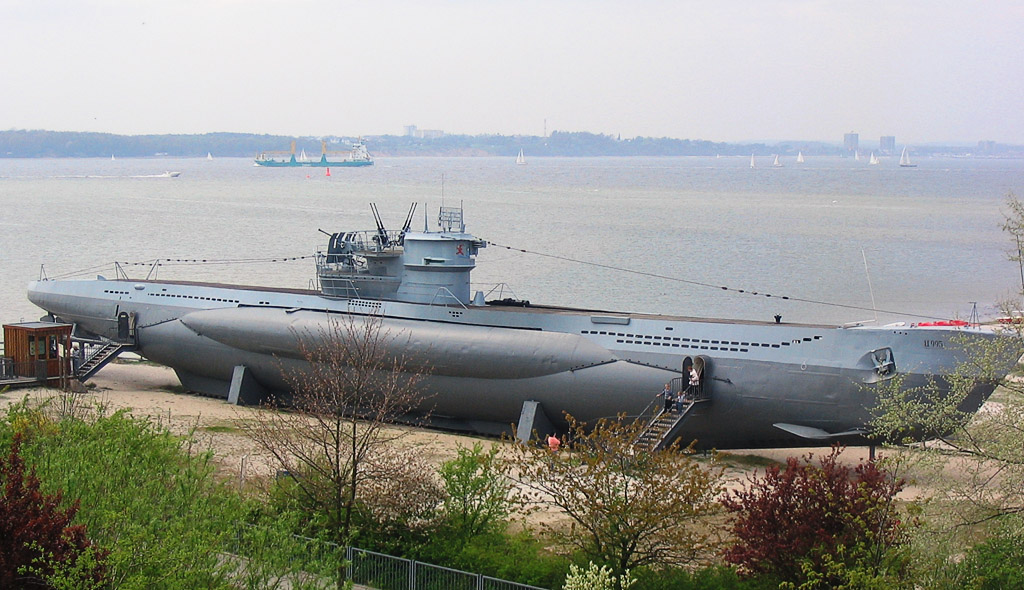

او-بوت نوع ۷ (به آلمانی: U-Boot-Klasse VII) نوعی از او-بوت‌های کریگس‌مارینه، نیروی دریایی آلمان در جریان جنگ جهانی دوم بود.
او-بوت نوع ۷ با ۷۰۴ فروند تولید شده پر تولیدترین نوع زیردریایی در طول تاریخ است. این شمار معادل ۶۱ درصد از مجموع ۱۱۵۲ او-بوت ساخته شده برای کریگس‌مارینه در طول حاکمیت رایش سوم بین سال‌های ۱۹۳۵ تا ۱۹۴۵ بود.
تنها نمونه بازمانده، او-۹۹۵، در یادبود نیروی دریایی در لابوه در شلسویگ-هولشتاین به نمایش گذاشته شده است.

## طراحی
با آغاز تلاش آلمان برای تولید ناوگان او-بوت‌ها مدل‌هایی با عنوان‌های نوع ۱ تا ۶ طراحی گردید اما همگی به نفع نوع ۷ که بر اساس مدل موفق UBIII جنگ جهانی اول طراحی شده بود، رد شدند. در کنفرانس روز ۱۰ ژانویه سال ۱۹۳۵ طرح یک او-بوت ۵۵۰ تنی تحت عنوان «قایق موتوریزه آزمایشی ۷» (MVB VII) ارائه گشت. مدتی بعد پیشوند MBV از عنوان آن حذف شد.
او-بوت نوع ۷ دارای یک بدنه بود. بدنه فشار در قسمت‌هایی بخش بیرونی بدنه را تشکیل می‌داد. تفاوت اساسی این نوع با طراحی‌های پیشین قرار گرفتن ذخیره سوخت درون بدنه فشار به جای محفظه تعادل بود که محافظت بیشتری برای آن فراهم می‌آورد. او-بوت به‌گونه‌ای طراحی شده بود که بیشتر طول آن جلوی موتورخانه باشد تا عملکرد آن در دریا را بهبود ببخشد. بدین طریق به شکل قابل‌ملاحظه‌ای مدت زمان رفتن به زیر سطح به تنها ۳۰ ثانیه تقلیل میافت. یک محفظه تعادل یگانه در مرکز، دو محفظه تعادل در خارج از بدنه فشار در جلو و عقب و دو محفظه تعادل زینی‌شکل در اطراف این نوع او-بوت قرار داشتند. بین عرشه و و سقف بدنه موارد متعددی از جمله جایگاه یک توپ، محفظه مهمات آن توپ، یک قایق و محفظه اژدرهای اضافه تعبیه شد. یک توپ ۸۸ میلی‌متری دریایی در جلوی عرشه و جلوی برجک دیدبانی و یک توپ ۲۰ میلی‌متری ضدهوایی در پشت توپ قرار گرفته بود. تسلیحات اصلی شامل چهار اژدرانداز در دماغه و یک اژدرانداز در پشت بر روی عرشه بالایی می‌شد. اژدرهای مورد استفاده غالباً از نوع گه۷آ و گه۷ایی بودند. درون او-بوت به هفت قسمت تقسیم می‌شد: ۱-محفظه پیشین اژدر و اتاقک خدمه ۲-اقامتگاه افسران ۳-اتاقک هدایت در زیر برجک ۴-اقامتگاه خدمه ارشد ۵-موتورخانه دیزل ۶- موتورخانه الکتریکی ۷-محفظه پسین اژدر (گاهی در اتصال به موتورخانه الکتریکی)
پس از او-بوت نوع ۷ طرح هفت نوع او-بوت دیگر (۸ تا ۱۴) نیز ارائه گردید که سه مورد از آن‌ها (۹، ۱۰ و ۱۴) به مرحله ساخت رسیدند. تمامی این موارد اندازه بزرگ‌تری از او-بوت نوع ۷ داشتند و برای عملیات انفرادی طراحی شدند.

## مدل‌ها
- نوع ۷آ: مدل آ نخستین مدل او-بوت نوع ۷ بود. او-۳۳ نخستین او-بوت از این مدل در ۱۱ ژوئن سال ۱۹۳۶ به آب انداخته شد. مجموعاً ۱۰ او-بوت از این مدل تولید گردید. یکی از بارزترین ویژگی‌های ظاهری نوع ۷آ برآمدگی محفظه بیرونی اژدر آن در پشت عرشه بود.[۷]

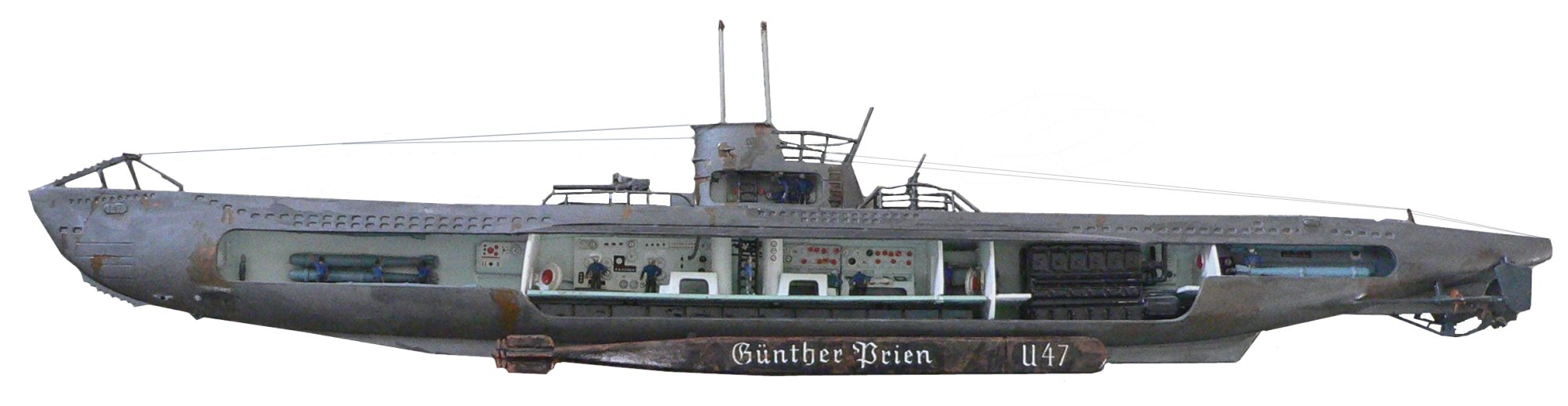
نوع ۷ب

- نوع ۷ب: این مدل نسبت به مدل اولیه ارتقا یافت. به جهت وارد کردن محفظه بیرونی اژدر به درون بدنه فشار، دو سکان در این مدل به کار گرفته شد. اژدر از بین این دو سکان شلیک می‌شد. به منظور افزایش فضای ذخیره‌سازی و جای دادن دستگاه شنود اس-گرات، طول او-بوت ۲ متر بیشتر شد. بدین ترتیب سوخت بیشتری درون محفظه‌های ویژه‌ای ذخیره می‌گشت. با خروج سوخت از بالای این محفظه‌ها آب از زیر وارد آن‌ها می‌شد تا کاهش وزن را جبران کند. یکی از دلایل این مسئله جلوگیری از غلتیدن او-بوت هنگام قرار داشتن بر سطح بود. افزوده شدن توربوشارژر به موتور مقداری سرعت را بیشتر کرد. همه این تغییرات وزن و اندازه او-بوت را به شدت افزایش داد. در مجموع ۲۴ او-بوت از این مدل ساخته شد.[۸] او-۴۵ تا او-۵۵ و او-۹۹ تا او-۱۰۲ در گرمانیاورفت در کیل، او-۷۳ تا او-۷۶ در برمر وولکان در فگزاک و او-۸۳ تا او-۸۷ در فلندر ورکه در لوبک ساخته شدند.[۹]

نوع ۷سی

- نوع ۷سی: این مدل به عنوان شناوری جهت نصب تجهیزات جستجوی سونار طراحی گردید. به منظور جای دادن به تجهیزات لازم طول اتاق هدایت و برجک افزایش یافت. یک محفظه کوچک شناوری درون محفظه‌های تعادل زینی‌شکل نصب شد. امکان ورود آب به درون این محفظه شناوری وجود داشت تا سرعت شیرجه افزایش یابد. سامانه جدید فیلتر موتورهای گازوئیلی، یک موتور گازوئیلی جدید فشرده‌ساز برای محفظه‌های هوا به جای موتور برقی پیشین جهت کاهش فشار بر سامانه برق و سامانه نوین‌تر کلیدهای الکتریکی از دیگر موارد افزوده شده این مدل بود.[۱۰] چهار محفظه هر یک با یک قایق نجات پنج‌نفره بادکردنی هم در جلوی او-بوت نصب شد.[۱۱]
  - نوع ۷سی/۴۱: در این زیر مدل تجهیزات الکترونیکی پیشین با مدل‌های جدیدتر و متراکم‌تر جایگزین شدند. با کاهش حدود ۱۱ تنی وزن امکان ضخیم‌تر کردن ۲٫۵ میلی‌متری صفحه فولادی بدنه فشار فراهم آمد تا قابلیت شیرجه از عمق حداکثر ۲۵۰ متری به عمق ۳۰۰ متری افزایش یابد. دماغه مقداری طولانی‌تر شد تا تحرک‌پذیری بهبود پذیرد. بلبرینگ‌ها و اتصالات انعطاف‌پذیر در بخش موتور تعبیه گردید تا آسیب وارد آمده در اثر انفجار خرج‌های عمقی دشمن کاهش پیدا کند.[۱۰] از سال ۱۹۴۲ توپ ۸۸ میلی‌متری از بسیاری از این او-بوت‌ها حذف شد. از سال ۱۹۴۳ با افزایش خطر هواگردهای دشمن، تسلیحات بیشتر و کالیبر بالاتر ضدهوایی بر آن‌ها نصب گشت. این توپ‌ها معمولاً ۲۰ و ۳۷ میلی‌متری در جایگاه‌ها و ترکیب‌های مختلفی بودند.[۱۲]
  - نوع ۷سی/۴۲: مدلی با بدنه مستحکم‌تر که تنها در مرحله طراحی باقی ماند و هیچ نمونه‌ای از آن ساخته نشد.[۱۱]
- نوع ۷ دی: این مدل سال‌های ۱۹۳۹ و ۱۹۴۰ برای ایفای نقش دوگانه مین‌ریز و حمل اژدر طراحی شد. مدل دی تقریباً با مدل سی همسان بود با این تفاوت که یک بخش ۹٫۸ متری در پشت برجک به بدنه افزوده شد تا پنج حفره بدون فشار مین دریایی را در خود جای دهد. افزایش طول بدنه اصلی امکان کشیده‌تر کردن محفظه‌های زینی‌شکل و نتیجتاً افزایش میزان ظرفیت سوخت را فراهم آورد. همچنین امکان افزدون محفظه‌های تعادل و شیرجه بیشتر وجود داشت. سکوی توپ ضدهوایی در پشت برجک عریض‌تر شد تا افزایش طول آن روی حفره جلویی مین دریایی را نپوشاند. یک لوله تنفس در سمت چپ برجک قرار داشت. مدل دی یک چاره موقت بود و با پدیداری انواع ۹ و ۱۰ برای وظیفه مین‌ریزی، تنها ۶ نمونه از آن ساخته شد. تنها یکی از او-بوت‌های مدل دی تا پایان جنگ باقی ماند که آن هم بعداً توسط بریتانیایی‌ها غرق شد.[۱۱]
- نوع ۷ ایی: اطلاعات چندانی از این مدل در دست نیست؛ جز این که برای او-بوتی با موتور ارتقا یافته طراحی شد. هیچگاه فراتر از مرحله طراحی نرفت.[۱۱]
- نوع ۷ اف: طراحی این مدل در سال ۱۹۴۱ بر مبنای مدل سی صورت گرفت. کاربرد دوگانه رزمی و شناور تدارکاتی برای آن در نظر گرفته شد. در این مدل یک بخش اژدر به میانه بدنه افزوده شد تا توسط خود او-بوت استفاده شود یا در نواحی عملیاتی در اختیار او-بوت‌های دیگری که سوخت کافی داشتند، قرار گیرد. به هر صورت مدل اف نیز یک چاره موقت بود و هنگامی که از ماه مارس سال ۱۹۴۳ وارد خدمت گشت روزگار اوج او-بوت‌ها سپری شده بود و از آن‌ها صرفاً در نقش رزمی استفاده گردید. تنها یکی از او-بوت‌های مدل اف (او-۱۰۶۱) تا پایان جنگ باقی ماند که آن هم بعداً توسط بریتانیایی‌ها غرق شد.[۱۱]

## مشخصات فنی
| مدل   | خدمه (نفر)       | طول (متر) | طول (متر) | عرض (متر) | عرض (متر) | ارتفاع (متر) | آبخور (متر) | وزن (تن)   | وزن (تن)     | وزن (تن)             | سرعت (گره)   | سرعت (گره) | حداکثر عمق شیرجه (متر) | زمان شیرجه (ثانیه) | برد (مایل دریایی) | برد (مایل دریایی) | برد (مایل دریایی) | نیرومحرکه                                                                                | نیرومحرکه                                                   | حداکثر ذخیره سوخت (تن) | تسلیحات                                                                                               | تسلیحات                                              | ساخت      |
| مدل   | خدمه (نفر)       | کلی       | بدنه فشار | کلی       | بدنه فشار | ارتفاع (متر) | آبخور (متر) | در سطح     | زیر سطح      | بارگذاری و خدمه کامل | در سطح       | زیر سطح    | حداکثر عمق شیرجه (متر) | زمان شیرجه (ثانیه) | در سطح            | ترکیبی            | زیر سطح           |                                                                                          |                                                             | حداکثر ذخیره سوخت (تن) | |                                                      | ساخت      |
| ----- | ---------------- | --------- | --------- | --------- | --------- | ------------ | ----------- | ---------- | ------------ | -------------------- | ------------ | ---------- | ---------------------- | ------------------ | ----------------- | ----------------- | ----------------- | ---------------------------------------------------------------------------------------- | ----------------------------------------------------------- | ---------------------- | --- | ---------------------------------------------------- | --------- |
| آ     | ۴ افسر۴۰ درجه‌دار | ۶۴٫۵۱     | ۴۵٫۵      | ۵٫۸۵      | ۴٫۷       | ۹٫۵          | ۴٫۳۷        | ۶۲۶        | ۷۴۵          | ۹۱۵                  | ۱۶ تا ۱۷     | ۸          | ۲۰۰                    | ۵۰                 | ۶۲۰۰(۱۰ گره)      | ۶۸۰۰(۱۰ گره)      | ۷۳ تا ۹۴(۴ گره)   | ۲ موتور دیزل ۶ سیلندر M6V40/46 ام‌آان (هر یک ۱٬۱۶۰ اسب بخار ترمزی)                        | ۲ موتور الکتریکیب‌ب‌سی گه‌گه او.ب. ۷۲۰/۸ (مجموعا ۵۶۰ کیلو وات) | ۶۷                     | - ۵ × اژدرانداز ۵۳۳ میلی‌متری - ۱ × توپ اصلی ۸۸ میلی‌متریسی-۳۵ ال/۴۵ - ۱ × توپ ضدهوایی ۲۰ میلی‌متریسی-۳۰ | ۱۱ اژدریا۲۲ یا ۳۳ مین دریایی                         | ۱۹۳۶–۱۹۳۵ |
| ب     | ۴ افسر۴۴ درجه‌دار | ۶۶٫۵      | ۴۸٫۸      | ۶٫۲       | ۴٫۷       | ۹٫۵          | ۴٫۷۴        | ۷۵۳        | ۸۵۷          | ۱۰۴۰                 | ۱۷٫۲ تا ۱۷٫۹ | ۸          | ۲۰۰                    | ۳۰                 | ۸۷۰۰(۱۰ گره)      | ۹۴۰۰(۱۰ گره)      | ۹۰(۴ گره)         | ۲ موتور دیزل ۶ سیلندر F46 گرمانیاورفت با توربوشارژر (هر یک ۱٬۴۰۰ تا ۱۶۰۰ اسب بخار ترمزی) | ۲ موتور الکتریکیآاگ گ‌او ۲۸۶–۶۴۰/۸ (مجموعا ۵۶۰ کیلو وات)     | ۱۰۸٫۳                  | - ۵ × اژدرانداز ۵۳۳ میلی‌متری - ۱ × توپ اصلی ۸۸ میلی‌متریسی-۳۵ ال/۴۵ - ۱ × توپ ضدهوایی ۲۰ میلی‌متریسی-۳۰ | ۱۴ اژدریا۲۶ یا ۳۹ مین دریایی                         | ۱۹۴۰–۱۹۳۶ |
| سی    | ۴ افسر۵۶ درجه‌دار | ۶۷٫۱      | ۵۰٫۵      | ۶٫۲       | ۴٫۷       | ۹٫۶          | ۴٫۷۴        | ۷۶۱ یا ۷۶۹ | ۸۶۵          | ۱۰۷۰                 | ۱۷ تا ۱۷٫۷   | ۷٫۶        | ۲۰۰                    | -                  | ۸۵۰۰(۱۰ گره)      | ۹۷۰۰(۱۰ گره)      | ۸۰(۴ گره)         | ۲ موتور دیزل ۶ سیلندر F46 گرمانیاورفت با توربوشارژر (هر یک ۱٬۴۰۰ تا ۱۶۰۰ اسب بخار ترمزی) | چهار نوع مختلف ۲ موتور الکتریکی                             | ۱۱۳٫۵                  | ترکیب‌های مختلف                                                                                        | ترکیب‌های مختلف                                       | ۱۹۴۴–۱۹۳۸ |
| سی/۴۱ | ۴ افسر۵۶ درجه‌دار | ۶۷٫۲      | ۵۰٫۵      | ۶٫۲       | ۴٫۷       | ۹٫۶          | ۴٫۷۴        | ۷۵۹        | ۸۶۰          | -                    | ۱۷ تا ۱۷٫۷   | ۷٫۶        | ۲۰۰                    | -                  | ۶۵۰۰(۱۲ گره)      | -                 | ۸۰(۴ گره)         | ۲ موتور دیزل ۶ سیلندر F46 گرمانیاورفت با توربوشارژر (هر یک ۱٬۴۰۰ تا ۱۶۰۰ اسب بخار ترمزی) | چهار نوع مختلف ۲ موتور الکتریکی                             | ۱۱۳٫۵                  | ترکیب‌های مختلف                                                                                        | ترکیب‌های مختلف                                       | ۱۹۴۴–۱۹۳۸ |
| سی/۴۲ | ۴۵ نفر           | ۶۸٫۷      | -         | ۶٫۸       | ۵         | ۹٫۶          | ۴٫۸         | ۹۹۹        | ۱۰۹۹         | ۱۰۵۰                 | ۱۸٫۶         | ۷٫۶        | ۴۰۰                    | -                  | ۱۰٬۰۰۰(۱۲ گره)    | -                 | ۸۰(۴ گره)         | ۲ موتور ام‌آان(هر یک ۲۲۰۰ اسب بخار)                                                       | -                                                           | ۱۵۹ یا ۱۸۰             | ترکیب‌های مختلف                                                                                        | ترکیب‌های مختلف                                       | -         |
| دی    | ۴ افسر۴۰ درجه‌دار | ۷۶٫۹      | ۵۹٫۸      | ۶٫۳۸      | ۴٫۷       | ۹٫۷          | ۵٫۰۱        | ۹۶۵        | ۱۰۸۰ تا ۱۲۸۵ | -                    | ۱۶ تا ۱۶٫۷   | ۷٫۳        | ۲۰۰                    | -                  | ۱۱۲۰۰(۱۰ گره)     | ۱۳۰۰۰(۱۰ گره)     | ۶۹(۴ گره)         | ۲ موتور دیزل ۶ سیلندر F46 گرمانیاورفت با توربوشارژر (هر یک ۱٬۴۰۰ تا ۱۶۰۰ اسب بخار ترمزی) | ۲ موتور الکتریکیآاگ گ‌او ۲۷۶–۴۶۰/۸ (مجموعا - کیلو وات)       | ۱۶۹٫۴                  | - ۵ × اژدرانداز ۵۳۳ میلی‌متری - ۱ × توپ اصلی ۸۸ میلی‌متریسی-۳۵ ال/۴۵ - ۲ × توپ ضدهوایی ۲۰ میلی‌متریسی-۳۰ | ۱۲ یا ۱۴ اژدریا۲۶ یا ۳۹ مین دریایی                   | ۱۹۴۲–۱۹۴۰ |
| اف    | ۴ افسر۴۲ درجه‌دار | ۷۷٫۶۳     | ۶۰٫۴      | ۷٫۳       | ۴٫۷       | ۹٫۶          | ۴٫۹۱        | ۱۰۸۴       | ۱۱۸۱         | ۱۳۴۵                 | ۱۶٫۹ تا ۱۷٫۶ | ۷٫۹        | -                      | ۳۵                 | ۱۴۷۰۰(۱۰ گره)     | ۱۳۹۵۰(۱۰ گره)     | ۷۵(۴ گره)         | ۲ موتور دیزل ۶ سیلندر F46 گرمانیاورفت با توربوشارژر (هر یک ۱٬۴۰۰ تا ۱۶۰۰ اسب بخار ترمزی) | ۲ موتور الکتریکیآاگ گ‌او ۲۷۶–۴۶۰/۸ (مجموعا - کیلو وات)       | ۱۹۸٫۸                  | - ۵ × اژدرانداز ۵۳۳ میلی‌متری - ۱ × توپ ۳۷ میلی‌متری - ۲ × توپ ضدهوایی ۲۰ میلی‌متریسی-۳۸                 | ۱۲ اژدر---بدون مین دریایی---۲۱+۲ اژدر در اتاق محموله | ۱۹۴۳–۱۹۴۱ |

## ساخت
یک هفته پس از ارائه طرح او-بوت نوع ۷ از کارخانه کشتی‌سازی گرمانیاورفت در کیل خواسته شد در صورت امکان ۶ فروند از این او-بوت‌ها را بسازد. با زیر پا گذاشته شدن علنی محدودیت‌های پیمان ورسای توسط آلمان، دو هفته پس از آن، سفارش ساخت مجموعاً ده او-بوت نوع ۷ به کارخانه‌های کشتی‌سازی گرمانیاورفت در کیل و دشیماگ در برمن صادر گردید. کار ساخت او-۲۷، نخستین او-بوت نوع ۷ بر اساس فرمان شماره ۹۰۸ از روز ۱۱ نوامبر سال ۱۹۳۵ آغاز شد و روز ۲۴ ژوئن سال ۱۹۳۶ به پایان رسید. چهار فروند از سفارش اولیه در گرمانیاورفت و شش فروند دیگر در دشیماگ ساخته شدند. کار ساخت این او-بوت‌ها ۸ ماه به طول انجامید. در ابتدا، با تصور این که جنگ چند سال دیرتر آغاز خواهد شد، تا پایان سال نخست جنگ جهانی دوم کار ساخت این او-بوت‌ها بسیار آهسته صورت می‌گرفت؛ چرا که کریگس‌مارینه در تلاش بود به یک نیروی متوازن در تمام زمینه‌ها بدل شود. بدین شکل هنگام آغاز جنگ در ماه سپتامبر سال ۱۹۳۹ از مجموع ۵۷ او-بوت کریگس‌مارینه تنها ۱۸ فروند از نوع ۷ بودند.
| مدل   | آ  | ب  | سی  | سی/۴۱ | دی | اف | مجموع |
| ----- | -- | -- | --- | ----- | -- | -- | ----- |
| تعداد | ۱۰ | ۲۴ | ۵۷۲ | ۸۸    | ۶  | ۴  | ۷۰۴   |

| نوع ۷آ: دشیماگ، برمن: (۶) - او-۲۷ تا او-۳۲ گرمانیاورفت، کیل: (۴) - او-۳۳ تا او-۳۶ | نوع ۷ب: گرمانیاورفت، کیل: (۱۵) - او-۴۵ تا او-۵۵ - او-۹۹ تا او-۱۰۲ فگزاکر ورفت، فگزاک: (۴) - او-۷۳ تا او-۷۶ فلندر ورکه، لوبک: (۵) - او-۸۳ تا او-۸۷ |

نوع ۷سی:
| گرمانیاورفت، کیل: (۶۳) - او-۶۹ تا او-۷۲ - او-۹۳ تا او-۹۸ - او-۲۰۱ تا او-۲۱۲ - او-۲۲۱ تا او-۲۳۲ - او-۲۳۵ تا او-۲۵۰ - او-۱۰۵۱ تا او-۱۰۵۸ - او-۱۰۶۳ تا او-۱۰۶۵ | فگزاکر ورفت، فگزاک: (۵۲) - او-۷۷ تا او-۸۲ - او-۱۳۲ تا او-۱۳۶ - او-۲۵۱ تا او-۲۹۱ فلندر ورکه، لوبک: (۲۳) - او-۸۸ تا او-۹۲ - او-۳۰۱ تا او-۳۱۶ - او-۹۰۳ و او-۹۰۴ | نوردزی‌ورکه، امدن: (۲۶) - او-۳۳۱ تا او-۳۵۰ - او-۱۱۰۱ تا او-۱۱۰۶ فلنسبورگر شیفباو-گزلشافت، فلنسبورگ: (۲۰) - او-۳۵۱ تا او-۳۷۰ هوالتس‌ورکه، کیل: (۶۸) - او-۳۷۱ تا او-۴۰۰ - او-۶۵۱ تا او-۶۸۶ - او-۱۱۳۱ و او-۱۱۳۲ | دانتسیگر ورفت، دانتسیش: (۳۲) - او-۴۰۱ تا او-۴۳۰ - او-۱۱۶۱ و او-۱۱۶۲ اف شیفباو، دانتسیش: (۶۴) - او-۴۳۱ تا او-۴۵۰ - او-۷۳۱ تا او-۷۵۰ - او-۸۲۵ تا او-۸۲۸ - او-۱۱۹۱ تا او-۱۲۱۰ دویچه ورکه، کیل: - او-۴۵۱ تا او-۴۸۶ (۳۶) | بلوم اونت فوس، هامبورگ: (۱۴۸) - او-۵۵۱ تا او-۶۵۰ - او-۹۵۱ تا او-۹۹۴ - او-۱۰۰۷ و او-۱۱۱۰ ها سی اشتولکن زون، هامبورگ: (۲۶) - او-۷۰۱ تا او-۷۲۲ - او-۹۰۵ تا او-۹۰۸ کایزرلیشه مارینه‌ورفت، ویلهلمس‌هافن: (۳۲) - او-۷۵۱ تا او-۷۸۲ | اشتتینر اودرورکه، اشتتین: (۴) - او-۸۲۱ تا او-۸۲۴ اشتتینر ولکان ورکه، اشتتین: (۲) - او-۹۰۱ و او-۹۰۲ - کارهای پایانی او-۹۰۳ تا او-۹۰۸ نپتون ورفت، روستوک: (۱۰) - او-۹۲۱ تا او-۹۳۰ |

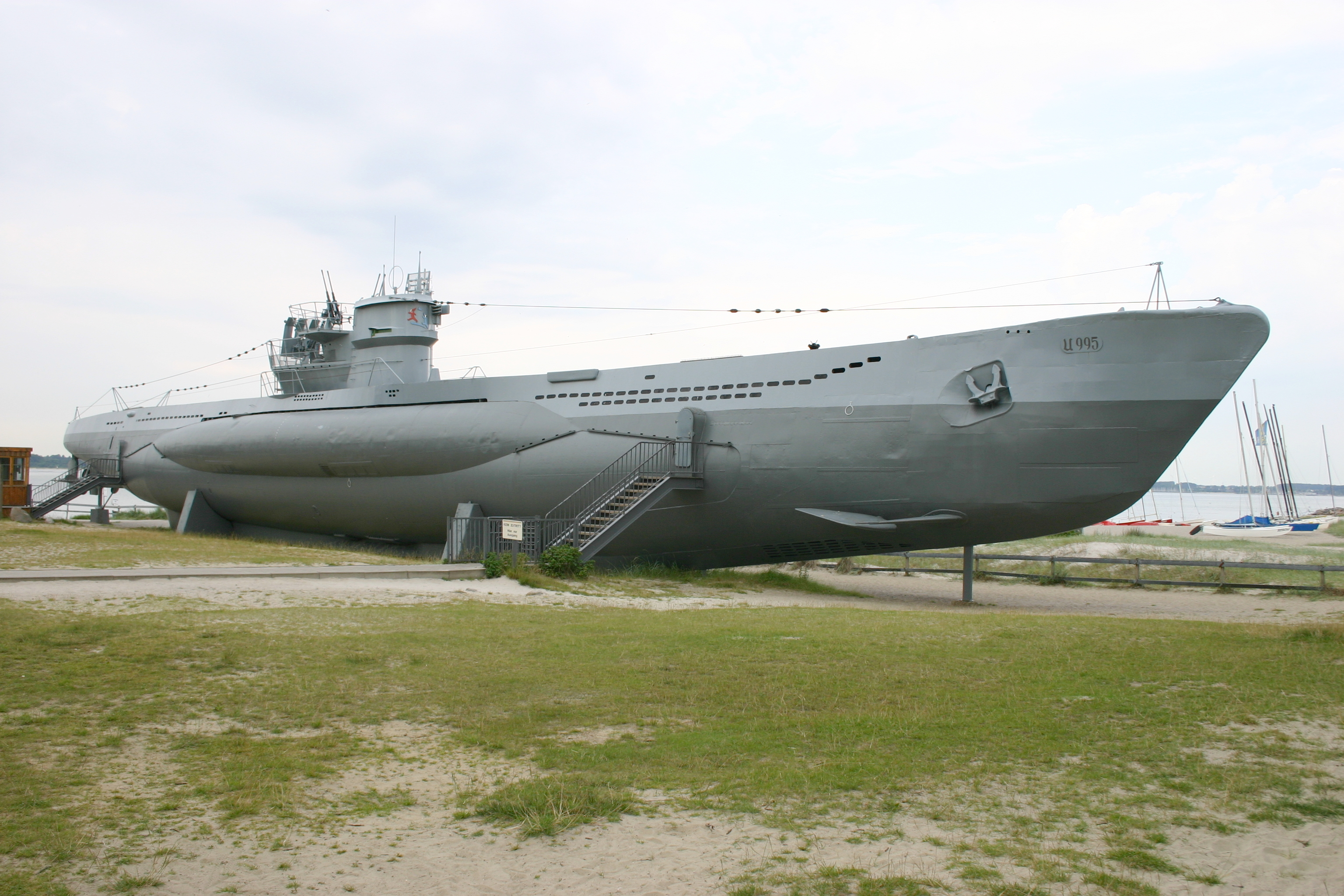
او-۹۹۵ از نوع ۷سی/۴۱

نوع ۷سی/۴۱:
| فگزاکر ورفت، فگزاک: (۹) - او-۲۹۲ تا او-۳۰۰ - او-۱۲۷۱ تا او-۱۲۷۹ فلندر ورفت، لوبک: (۱۴) - او-۳۱۷ تا او-۳۳۰ هوالتس‌ورکه، کیل: (۱۲) - او-۶۸۷ تا او-۶۹۸ | ها سی اشتولکن زون، هامبورگ: (۱۲) - او-۷۲۳ تا او-۷۳۰ - او-۹۰۹ تا او-۹۱۲ اف شیفباو، دانتسیش: (۱۲) - او-۸۲۹ تا او-۸۴۰ نپتون ورفت، روستوک: (۶) - او-۹۳۱ تا او-۹۳۶ | بلوم اونت فوس، هامبورگ: (۱۲) - او-۹۹۵ تا او-۱۰۰۶ نوردزی‌ورکه، امدن: (۴) - او-۱۱۰۷ تا او-۱۱۱۰ دانتسیگر ورفت، دانتسیش: (۸) - او-۱۱۶۳ تا او-۱۱۷۰ فلنسبورگر شیفباو-گزلشافت، فلنسبورگ: (۸) - او-۱۳۰۱ تا او-۱۳۰۸ |  |

| نوع ۷دی: گرمانیاورفت، کیل: (۶) - او-۲۱۳ تا او-۲۱۸ | نوع ۷اف: گرمانیاورفت، کیل: (۴) - او-۱۰۵۹ تا او-۱۰۶۲ |

## خدمه
فهرست خدمه زیر برای یک او-بوت نوع ۷سی است.
| ردیف                            | درجه                            | وظیفه\محل کار                                                                                        |
| ------------------------------- | ------------------------------- | --- |
| *                               | فرمانده                         | فرمانده                                                                                              |
| *                               | افسر مهندسی                     | افسر مهندسی                                                                                          |
| *                               | دیده‌بان نخست                    | دیده‌بان نخست                                                                                         |
| *                               | دیده‌بان دوم                     | دیده‌بان دوم                                                                                          |
| ۱                               | اوبرشتویرمان (ناوبر\سر رشته‌دار) | میز ناوبری                                                                                           |
| ۲                               | اوبِربوتْس‌مات (ناواستوار)         | ارشد او-بوت                                                                                          |
| ۳                               | بوتس‌مات (مهناوی)                | ناو دژبان                                                                                            |
| ۴                               | بوتس‌مات (مهناوی)                | بخش توپخانه\نهارخوری                                                                                 |
| ۵                               | فونْک‌مات (مهناوی بی‌سیم)          | اتاقک بی‌سیم\امدادگر                                                                                  |
| ۶                               | فونْک‌مات (مهناوی بی‌سیم)          | مسئول تهیه                                                                                           |
| ۷                               | مِکانیکِرمات (مهناوی مکانیک)      | بخش اژدر\پریسکوپ‌ها                                                                                   |
| ۸                               | مات‌روزه (ناوی)                  | سکاندار                                                                                              |
| ۹                               | مات‌روزه (ناوی)                  | بی‌سیم‌چیِ همراه ناوبر                                                                                  |
| ۱۰                              | مات‌روزه (ناوی)                  | همراه ارشد                                                                                           |
| ۱۱                              | مات‌روزه (ناوی)                  | همراه ارشد                                                                                           |
| ۱۲                              | مات‌روزه (ناوی)                  | همراه ارشد                                                                                           |
| ۱۳                              | مات‌روزه (ناوی)                  | همراه ارشد                                                                                           |
| ۱۴                              | مات‌روزه (ناوی)                  | همراه ارشد                                                                                           |
| ۱۵                              | مات‌روزه (ناوی)                  | همراه ارشد                                                                                           |
| ۱۶                              | مات‌روزه (ناوی)                  | همراه ارشد                                                                                           |
| ۱۷                              | مات‌روزه (ناوی)                  | آشپز                                                                                                 |
| ۱۸                              | مکانیکرگاسْت (ناوی مکانیک)       | اتاقک اژدر                                                                                           |
| ۱۹                              | مکانیکرگاسْت (ناوی مکانیک)       | اتاقک اژدر                                                                                           |
| ۲۰                              | فونک‌گاست (ناوی بی‌سیم)           | اتاقک بی‌سیم                                                                                          |
| ۲۱                              | فونک‌گاست (ناوی بی‌سیم)           | اتاقک بی‌سیم                                                                                          |
| ۲۲                              | اوبرماشینیست (مهندس ارشد)       | موتورهای دیزل                                                                                        |
| ۲۳                              | اوبرماشینیست (مهندس ارشد)       | موتورهای الکتریکی                                                                                    |
| ۲۴                              | ماشینِن‌مات (مهناوی مهندسی)       | فشرده‌سازها، تجهیزات شریجه، تعادل، آبخور و تهویه، سامانه‌های آب تمیز و پس‌ماند، تصفیه آب و آلات پریسکوپ |
| ۲۵                              | ماشینِن‌مات (مهناوی مهندسی)       | موتور دیزل راست و تجهیزات کمکی با تأمین روغن                                                         |
| ۲۶                              | ماشینِن‌مات (مهناوی مهندسی)       | موتور دیزل چپ و تجهیزات کمکی با تأمین روغن                                                           |
| ۲۷                              | ماشینِن‌مات (مهناوی مهندسی)       | سامانه‌های فرماندهی، قطب‌نمای گردش‌سنج، روشنایی و تجهیزات الکتریکی و ملزومات مصرفی                      |
| ۲۸                              | ماشینِن‌مات (مهناوی مهندسی)       | باتری‌ها، تجهیزات کمکی و سامانه تهویه                                                                 |
| ۲۹                              | مات‌روزه ۲ (آتش‌نشان)             | فشرده‌سازها، یخچال و ذخیره آب                                                                         |
| ۳۰                              | مات‌روزه ۲ (آتش‌نشان)             | پریسکوپ، تأمین اکسیژن، سامانه‌های تهویه و سامانه‌هاب آب تمیز و پس‌ماند                                  |
| ۳۱                              | مات‌روزه ۲ (آتش‌نشان)             | سامانه‌های شیرجه و سامانه‌های تعادل و آبخور                                                            |
| ۳۲                              | مات‌روزه ۲ (آتش‌نشان)             | دیزل راست و سامانه‌های سوخت و روغن                                                                    |
| ۳۳                              | مات‌روزه ۲ (آتش‌نشان)             | دیزل راست، آب پر فشار و هوای فشرده                                                                   |
| ۳۴                              | مات‌روزه ۲ (آتش‌نشان)             | دیزل چپ، گرمایش بخار و آب پر فشار                                                                    |
| دیزل چپ و سامانه‌های سوخت و روغن | مات‌روزه ۲ (آتش‌نشان)             | |
| ۳۶                              | مات‌روزه ۲ (آتش‌نشان)             | سامانه‌های فرماندهی و قطب‌نمای گردش‌سنج                                                                 |
| ۳۷                              | مات‌روزه ۲ (آتش‌نشان)             | سامانه‌های فرماندهی و قطب‌نمای گردش‌سنج                                                                 |
| ۳۸                              | مات‌روزه ۲ (آتش‌نشان)             | باتری‌ها و تهجیزات کمکی                                                                               |
| ۳۹                              | مات‌روزه ۲ (آتش‌نشان)             | باتری‌ها و تهجیزات کمکی                                                                               |

## تاریخچه عملیاتی

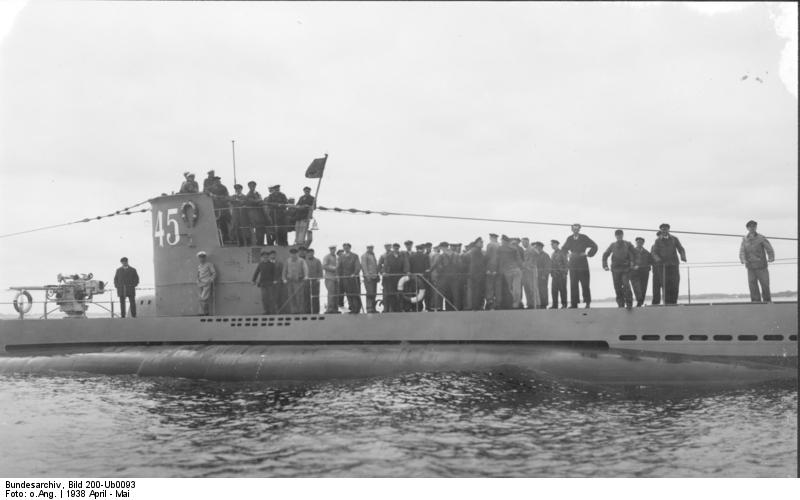
او-۴۵ از نوع ۷ب

او-۲۷ نخستین او-بوت نوع ۷ روز ۱۲ اوت سال ۱۹۳۶ وارد خدمت گشت. به منظور جلوگیری از تحریک ایالات متحده به ورود به جنگ، از تمامی قابلیت این او-بوت‌ها استفاده نمی‌شد. در پی سقوط فرانسه و دستیابی آلمان به بنادر آن، او-بوت‌های نوع ۷ قادر به رسیدن به نواحی غربی اقیانوس اطلس شمالی و مرکزی و همچنین دریای مدیترانه شدند. به‌کارگیری حملات گروهی شبانه موجب حصول پیروزی‌های بزرگی برای این او-بوت‌ها گشت. به هر صورت اتخاذ تمهیدات متقابل توسط متفقین از میانه سال ۱۹۴۳ اثرگذاری کلی او-بوت‌ها کاهش یافت و دوره او-بوت‌های نوع ۷ تقریباً به پایان رسید. با این حال از این نوع او-بوت همچنان در مناطقی که برد آن به آن‌ها می‌رسید استفاده شد.
او-۴۸ از نوع ۷ب با غرق کردن ۵۱ کشتی دشمن با مجموع تناژ ۳۱۰ هزار تن در جریان ۱۲ گشت رزمی از ماه سپتامبر سال ۱۹۳۹ تا ماه ژوئن سال ۱۹۴۱ موفق‌ترین او-بوت آلمان در تمامی طول جنگ جهانی دوم بود.